# Andelsselskab med begrænset ansvar
Andelsselskab med begrænset ansvar (kurz Amba, Schreibweise A.m.b.A.) ist eine dänische Rechtsform und gehört zu den Kapitalgesellschaften. Die Amba ist nach dänischem Recht eine juristische Person des Privatrechts und entspricht in etwa einer GmbH in Deutschland. Im Unterschied zu einer deutschen Gesellschaft mit beschränkter Haftung ist bei Gründung einer Amba keine Stammeinlage der Gesellschafter zwingend vorgeschrieben.
Damit ein Unternehmen mit beschränkter Haftung in Dänemark geschäftsfähig wird, muss die Gesellschaft bei dem Erhvervs- og Selskabsstyrelsen (Gewerbe- und Gesellschaftsamt) registriert werden, das einem Direktorat des dänischen Industrie- und Wachstumsministeriums unterliegt. Ist der Eintrag noch nicht erfolgt, haften die Gesellschafter weiterhin einzeln gesamtschuldnerisch.